# Vector-1

Vector-1

Vector-1 é um pequeno veículo de lançamento orbital alimentado por combustível líquido, que está sendo desenvolvido pela Vector Space Systems. Ambos os estágios vão utilizar hidrocarbonetos e oxigênio líquido como propelentes.

## Características técnicas
O Vector-1 tem 12 metros de altura e 1,1 metro de diâmetro e foi construído em estruturas de fibra de carbono. Com um peso de decolagem de 5.100 kg, o veículo foi projetado para pequenas cargas úteis. Ele pode colocar 45 kg em uma órbita baixa ou 25 kg em uma órbita polar.

## Locais de lançamento
Os locais de lançamento previstos são Kodiak para órbitas de 90-100° e Cabo Canaveral para órbitas de 28-58°. Também uma capacidade de lançamento em uma balsa ao largo da costa da Califórnia está sendo considerada.